# Italiani
Gli italiani sono un popolo che si riconosce nella stessa cultura, lingua e storia e da un sentimento di comune radice nazionale. In seguito alla costituzione del Regno d'Italia (1861) quale moderno Stato-nazione, il termine è passato anche a designare tutti i cittadini italiani.
Gli italiani, oltre all'eredità della civiltà romana che, per ragioni storiche e geografiche, ha permeato la loro identità in misura maggiore di quella degli altri popoli europei e mediterranei, hanno raccolto anche l'influenza di alcune progredite culture sviluppatesi localmente e confluite successivamente in quella latina, fra cui quella etrusca e quella, di matrice ellenica, della Magna Grecia. Tali culture hanno contribuito in vario modo all'arricchimento del patrimonio artistico, architettonico, religioso, giuridico, istituzionale e in taluni casi anche scientifico di Roma e dell'Italia antica.
Si può fare risalire la formazione di una distinta comunità linguistica e culturale italiana, rispetto ad altre comunità presenti in Europa, al periodo dell'avvento e della stabilizzazione della lingua volgare (tra il X e il XIII secolo).
Geograficamente gli italiani sono localizzati sia nello Stato italiano — dove, secondo taluni, «[…] la consapevolezza di essere italiani, di appartenere a una nazione a sé, ha via via raggiunto la coscienza di tutti i cittadini […]» — sia all'estero, con comunità etniche storicamente presenti in alcuni territori dei Paesi limitrofi (come Svizzera, Francia, Slovenia, Croazia), alcuni dei quali facenti anche parte della regione geografica italiana. A causa inoltre dell'emigrazione, circa 85 milioni di persone residenti al di fuori della regione italiana hanno origini etniche totalmente o parzialmente italiane: 80 milioni di oriundi e 5 milioni di cittadini italiani residenti all'estero. A questi si aggiungono coloro che, dopo essere immigrati in Italia, pur se non ancora naturalizzati, hanno adottato, a seguito di un processo spontaneo di integrazione, la lingua, le consuetudini e il sistema di valori propri del popolo italiano, spesso accanto a quelli propri originari.

## Etnonimo
L'etimologia dell'appellativo italico (da cui deriverà successivamente quello di italiano) non è stata univocamente riconosciuta. Tra le tante ipotesi quella secondo la quale il nome Itali era utilizzato dagli antichi Greci per designare gli abitanti stanziati nell'area centro-meridionale della Calabria.
Nel dialetto osco locale esisteva infatti il termine di viteliu, trasformato in italo e italico dagli ellenofoni che abitavano sulla costa.
Secondo Antioco di Siracusa invece, la terra tra gli antichi golfi Nepetinico e Scillentinico, ossia l'attuale istmo di Catanzaro in Calabria, era governata da re Italo dal quale derivò il nome del popolo di cui era sovrano. Adottato successivamente dai Romani, il termine italico fu gradualmente sostituito da quello di italiano solo in età basso-medievale.

## Origini e formazione del popolo italiano

Le lingue della penisola, delle isole e di parte del Nordafrica nel VI secolo a.C. In ocra o in violetto le lingue non indoeuropee parlate da Etruschi, Punici, Liguri, Reti, Rutuli, Sicani, Balari e Iliensi.

Nel percorso di origine e formazione del popolo italiano, si rintracciano diverse fasi storiche che hanno contribuito a determinare quelle caratteristiche essenziali poc'anzi accennate, le quali oggi ci rendono in grado di poter definire quello italiano come un popolo: l'età preromana, l'età romana, l'età medioevale, l'età moderna e contemporanea. Nel loro insieme, anche se in misura diversa, queste fasi storiche hanno determinato la comunanza di lingua, di cultura, di origine e di tradizione religiosa del popolo italiano in un processo che secondo Giacomo Devoto, partendo dal periodo protostorico, ha visto raggiungere, possedere, poi perdere e riconquistare un'unità culturale e linguistica.

### Fase protostorica

Le lingue parlate dell'Italia antica nell'età del ferro, prima della penetrazione celtica nella pianura padana e dell'espansione di Roma. Non corrispondono esattamente ai popoli.

In epoca protostorica si trovavano nella penisola italiana e nelle isole maggiori varie popolazioni, sia di lingua indoeuropea sia di lingua pre-indoeuropea, che avevano raggiunto l'Italia in varie ondate migratorie prodottesi nel corso del II millennio a.C. e nei millenni precedenti.
Con il passaggio dalla civiltà neolitica a quella caratterizzata dall'utilizzo dei metalli, nella penisola si differenziarono le culture padane delle palafitte e quelle mediterranee sviluppate nelle isole e nel Mezzogiorno. Questi ultimi territori erano affacciati sul mar Mediterraneo un bacino ove si trovavano le più progredite civiltà del tempo, unite tra loro da intensi scambi commerciali e culturali. Tra le principali popolazioni che abitavano l'odierna Italia si annoverano:
- nel Nord-ovest, la civiltà di Golasecca, collegata alle culture proto-celtiche delle Alpi e dell'Europa centrale, che si estese tra la Lombardia, il Canton Ticino, il Piemonte. Poi i Camuni in Val Camonica, le loro incisioni rupestri che vanno dal Neolitico all'età del ferro, testimoniano la vita nelle vallate alpine in quel periodo. A sud i Liguri svilupparono sin dai tempi più remoti una propria cultura marinara aperta agli scambi commerciali transmarini.[43]
- nel Nord-est la cultura atestina associata ai Veneti, la cultura di Fritzens-Sanzeno associata ai Reti, e infine gli Euganei e la Cultura dei castellieri;
- In alcune aree del nord Italia, in Emilia-Romagna, e nell'Italia centro-occidentale, Toscana, Umbria occidentale e Lazio settentrionale, la cultura villanoviana, la fase più antica nell'età del ferro della civiltà etrusca.[44][45][46][47][48]
- Nel Lazio centrale la cultura laziale associata ai Latini, e in Umbria meridionale la  cultura di Terni, con la necropoli delle Acciaierie di circa tremila tombe (uno dei siti più grandi d'Europa), scoperte alla fine dell'Ottocento e piene di corpi umani, cavalli, armi e fibule,
- nel resto dell'Italia centrale sia nelle pianure sia nelle montagne, le popolazioni di lingua osco-umbra: i Sabini, i Piceni, i Volsci, gli Ernici, gli Equi e gli Aurunci, hanno lasciato cinte di fortificazioni, a testimonianza di popolazioni bellicose.[49]
- nella parte meridionale della penisola erano stanziate, oltre a popolazioni di ceppo italico (Osco-umbri), Sanniti e Oschi, anche gruppi di Illiri in Puglia (Dauni, Iapigi, Messapi, Peucezi);
- la Sicilia dell'età del ferro era un miscuglio di popoli: la parte centrale era abitata dai Sicani, la parte occidentale era il territorio degli Elimi mentre i Siculi erano stanziati ad oriente.
- in Sardegna si sviluppò dal IV millennio a.C. il fenomeno del megalitismo di origine pirenaico-provenzale; nel III millennio a.C. la Cultura di Ozieri unificò i Sardi - con delle caratteristiche peculiari in Gallura - e durante il II millennio a.C. la civiltà nuragica si estese su tutta l'isola e influenzò la Corsica del Sud (dove si sviluppò la civiltà torreana) entrando in contatto, per via marittima, con i principali popoli del bacino del Mediterraneo tra cui i Micenei, i Cretesi e forse gli antichi Egizi.[50]

### Età preromana
Tra il VIII e il VI secolo a.C., si registra l'espansione degli Etruschi, un popolo di lingua preindoeuropea che aveva elaborato una civiltà complessa e che, presente in Emilia-Romagna sin dall'inizio, in seguito colonizzò anche parte della Pianura Padana fino al Veneto e Lombardia meridionali, e alcune zone della Campania. Anche la Roma antica, nel periodo monarchico, fu governata da una dinastia etrusca che la trasformò da modesto centro abitato in uno dei centri più floridi del Latium. Gli Etruschi contribuirono allo sviluppo della società e della cultura romana sotto diversi punti di vista; i Romani, sia durante sia dopo la dominazione etrusca, mutuarono diversi aspetti della loro cultura, a partire dal modello militare, sia come base di reclutamento sia come formazioni tattiche (falange), che gli Etruschi, a loro volta, avevano preso dagli antichi Greci. Anche diverse parole etrusche entrarono nella lingua latina, e alcune ora fanno parte della lingua italiana (persona, atrio, popolo, ecc.).
A partire dall'VIII secolo a.C. è documentato storicamente lo stanziamento di Greci (parlanti una lingua indoeuropea) sulle coste del Mezzogiorno peninsulare e Sicilia orientale. La civiltà greca di epoca classica e ancor più quella di età ellenistica ebbero profonda influenza sulla cultura romana. Tale influenza si rafforzò ulteriormente a seguito della successiva conquista romana della Grecia (Graecia capta ferum victorem cepit). Nella cultura degli italiani si notano diverse eredità derivate dall'ellenismo, o comunque dalla presenza di una cospicua popolazione greca nella parte meridionale dell'Italia. Ad esempio, la gesticolazione italiana, un linguaggio del corpo tipico e comune di tutti gli italiani, sembra (non è però tesi univoca) possa derivare dalla cultura delle sovraffollate città elleniche del Mezzogiorno, dove le persone, per richiamare l'attenzione in mezzo alla folla, dovettero inventare un nuovo linguaggio, diffusosi poi in tutta l'Italia.
Le regioni interne dell'Italia, cioè precisamente nelle valli in prossimità delle Alpi, dal Centro-nord (Modena e Rimini) fino al Mezzogiorno furono insediate da ondate di genti dette italiche e particolarmente di lingua osca o umbra (e sue varianti). I Sanniti, erano un ceppo umbro altamente influenzato dalla cultura etrusca e greca, una bellicosa popolazione dotata di strutture politiche e militari relativamente complesse per l'epoca.
Fra il V e il IV secolo a.C. altre popolazioni celtiche occuparono la gran parte della Gallia cisalpina, organizzandosi in varie tribù e venendo a contatto con i Liguri stanziati in Liguria, parte del Piemonte, dell'Emilia, della Lombardia occidentale. Il lascito di questi popoli negli italiani moderni è linguistico: nelle zone dell'Italia settentrionale, dove esisteva una componente gallo-ligure, la lingua latina si sovrappose ai precedenti idiomi, arricchendosi da essi nelle varianti regionali, dando vita, secoli dopo, ai dialetti e alle lingue definite gallo-italiche. I prestiti dell'idioma gallico cisalpino, oltre alla formazione degli idiomi alto-italiani, includono lo sviluppo di parole di origine gallica (allodola, affanno, bottino, ecc.), che entrarono prima nella lingua latina, e successivamente in quella italiana.
Vari mercanti fenici e punici (di lingua semitica), in fuga dal Libano occupato dagli Assiri, giungevano invece in Sardegna integrandosi, nei villaggi costieri, con la civiltà nuragica.

### Età romana
In merito alla formazione del popolo italiano, è da molti ritenuto fondamentale e determinante parlare dell'Età romana in Italia, durata circa settecento anni, e che ha segnato profondamente e definitivamente l'identità italiana, accomunando inoltre gli italiani nella comune consapevolezza di un'eredità romano-latina. Roma, invero, portando a termine un processo di unificazione culturale, etnica, linguistica, religiosa, giuridica e amministrativa di tutta l'Italia, ebbe un ruolo decisivo e importante nella determinazione della base etno-culturale che da lì a circa cinquecento anni dopo la sua caduta avrebbe dato vita al popolo italiano. Il marchio di Roma, infatti, costituisce la principale matrice del popolo che si venne allora a formare e che in Età medievale assunse il gentilizio di italiano. Roma avrebbe così «[…] posto le basi, con il suo espansionismo organizzato e concretamente fondato su città e grandi vie di comunicazione, di quella identificazione unitaria dell'Italia rimasta come un dato inamovibile nei secoli, insieme ai valori cristiani, nonostante le lacerazioni politiche che hanno segnato il successivo corso storico. Di questo disegno dell'Italia ereditato dalla romanità si sono fatte assertrici tutte le voci più rappresentative della cultura italiana nei secoli, a partire dallo stesso Dante».
Più nello specifico, l'eredità di Roma negli italiani, nonché il suo contributo alla loro formazione, è suddivisibile in quattro aree: identitaria, culturale, linguistica e religiosa. I presupposti per tali eredità e contributi ebbero a formarsi nella Penisola a seguito della costituzione dell'Italia romana nella sua interezza (entità che sotto Augusto si vedrà rafforzata anche amministrativamente), la quale fu bacino e tramite per i vari processi che, nel giro di qualche secolo, ebbero a diffondere e radicare le caratteristiche poc'anzi accennate, le quali entreranno a far parte del patrimonio degli italiani moderni.

Le fasi dell'espansione romana nella penisola e nelle isole fino all'inizio della seconda guerra punica

La Roma del II secolo a.C. infatti, dominante l'Italia intera e forte delle sue capacità di assimilazione culturale, promosse diversi meccanismi di integrazione etnica e culturale, nonché diffusione di cultura, lingua e valori comuni, passato alla storia come processo di romanizzazione.
In maniera maggiormente specifica, la romanizzazione degli abitanti dell'Italia, intesa come processo dai molteplici obiettivi, si articolò attraverso la federazione dei popoli della Penisola e la creazione di numerose colonie romane e latine in tutta l'Italia, diffonditrici di usi e costumi latini, e lo spostamento volontario o coatto di popolazioni da un capo all'altro dello Stivale (solo nel I secolo a.C., ben il 10% della popolazione libera fu spostata lontano dai propri luoghi d'origine per essere ricollocata in altre zone d'Italia). A ciò si aggiungeva anche il processo di colonizzazione veterana, che prevedeva la distribuzione di terra in varie zone ai legionari pensionati dal servizio. Con tali processi, Roma non solo mirava a diffondere i pilastri della propria civiltà, ma anche a depotenziare le varie identità locali e tribali, giacché delocalizzando tali realtà e mescolando le varie popolazioni della Penisola si abbassava anche il rischio di rivolte e sommosse etniche, dando inoltre un'ulteriore accelerazione al processo di romanizzazione culturale e linguistica. In molte colonie e in molte città (ma anche nella stessa "regione") non era infatti raro trovare come conviventi popolazioni diverse (Italioti, Galli Cisalpini, Italici, Etruschi, ecc.) ivi tradotte da Roma, che per interagire tra loro non potevano fare altro che adottare la romanitas.
Questo processo di romanizzazione, in Italia assai profondo, ebbe tra i primi effetti quello di creare una certa identità romana allargata, a discapito delle varie identità localistiche. Già in età tardo repubblicana, infatti, l'appellativo di "Romano" non riguardava più solo gli abitanti dell'Urbe, bensì quelli dell'Italia. Questo senso di appartenenza comune, chiamato anche consanguineitas, si avvertiva sia dentro sia fuori della Penisola e, non di rado, creava delle vere e proprie linee di demarcazione tra i Romani delle province (Gallia, Hispania, Illiria, ecc.) e i Romani d'Italia (la quale non era una provincia, ma il territorio metropolitano di Roma, e avente quindi status differente dai territori provinciali), provocando in alcuni casi anche attriti e contrasti a sfondo etnico. L'integrazione romana dell'Italia, e la conseguente creazione di un'identità romana unitaria nella Penisola, rappresenta la prima eredità storica comune degli italiani, giacché l'unità territoriale, politica, culturale e linguistica raggiunta dall'Italia in epoca romana rappresentarono, in diverse fasi storiche come quella medioevale, moderna e contemporanea, spunto ideologico, filosofico e identitario per molti italiani.
Sempre tramite il processo di romanizzazione, in Italia ebbe a diffondersi la lingua latina, la quale in Età imperiale ebbe a sostituire definitivamente ogni altro idioma preromano, assorbendolo e sovrapponendovisi (non di rado conservando alcune caratteristiche nel sostrato). In tal modo, il latino rimase indelebile nella popolazione romana d'Italia e del resto dell'Europa romanza, trasformandosi, da lì a diversi secoli, nei vari volgari neolatini fra cui il futuro volgare toscano e quindi italiano, nonché i suoi vari dialetti e le lingue regionali attualmente parlate dagli italiani. Tutti idiomi che, oltre ovviamente a far parte del ramo romanzo, rappresentano le lingue che, all'interno della Romània, hanno la maggiore eredità latina.
Come per la lingua, la cultura romana, nella sua complessa vastità (artistica, letteraria, istituzionale, architettonica, popolare, ecc.), ebbe a diffondersi tra gli abitanti dell'Italia, lasciando diverse eredità negli italiani. Nella stessa Italia medioevale, ad esempio, le città risentirono dell'eredità culturale giuridica romana, costituendosi come realtà politiche aventi organi e istituzioni simili, ma certamente non uguali, a quella della Repubblica romana (consoli, magistrati, Senato, capitani di popolo, ecc). Anche la letteratura latina, il diritto, nonché diversi aspetti della cultura popolare, pur non essendo proprietà esclusiva degli italiani, fanno parte dell'eredità classica di questo popolo.
Infine, anche da un punto di vista religioso, l'eredità romana si traduce negli italiani nella forma cattolica del cristianesimo. Nel IV secolo d.C. infatti, grazie anche all'appoggio di alcuni imperatori (primo fra tutti Costantino I) e a una legislazione favorevole, il processo di cristianizzazione dell'Italia divenne irreversibile. Roma, non più capitale dell'Impero, rimase come sede papale il centro religioso d'Italia e d'Occidente e tale rimase per tutto il Medioevo. Osserva Galli della Loggia che l'eredità romana raccolta dalla Chiesa «[…] ha grandemente contribuito a dare profondità culturale, capacità organizzativa e prestigio istituzionale alla religione di Cristo…», assicurando la sopravvivenza di tanta parte della cultura romana e latina, marcando per sempre la civiltà italiana. Il cristianesimo nella sua versione "romana" divenne infatti, fin da allora, uno dei segni di identità più evidenti del popolo italiano e un forte elemento differenziatore fra gli Italici e le popolazioni barbare (ariane) che nel V e VI secolo invasero la penisola.»

### Età medioevale
Secondo lo storico Gioacchino Volpe, se Roma aveva dato la prima impronta alle genti che poi avrebbero conformato il popolo italiano, è solo con il cristianesimo e le prime invasioni barbariche che si possono percepire i primi segni di una vita propriamente italiana. In età longobarda si iniziò infatti a delineare il potere politico dei vescovi di Roma e il loro orientamento verso le monarchie cristiane di Occidente. L'affrancamento dal dominio politico di Longobardi e Bizantini, si può considerare quasi completo nel Centro-nord in età carolingia, mentre nel Mezzogiorno si protrarrà fino all'XI secolo. E sarà proprio fra l'XI e il XII secolo che inizierà a prendere forma la storia di una nazione e di un popolo propriamente italiani, almeno secondo l'impostazione storiografica che appare più attendibile. In quest'epoca infatti si andò sviluppando la civiltà comunale con un primo formarsi di popolo italiano, su basi linguistiche, religiose ed economiche sostanzialmente omogenee. In età di poco posteriore (prima metà del XIII secolo) fiorì nel Regno di Sicilia, che racchiudeva la massima parte del Mezzogiorno, una cultura artistica, letteraria e giuridica di grande importanza per il processo di formazione della nazione italiana. Successivamente, nell'epoca delle signorie e dei primi Stati regionali, si diffuse in Italia l'umanesimo, proteso verso il recupero dei valori letterari della classicità, di matrice sia romano-latina sia ellenica. L'umanesimo confluì, più tardi, nel Rinascimento, che rappresentò il culmine di una grande civiltà che gli italiani avevano iniziato a sviluppare fin dagli inizi del XII secolo.

#### La frattura del sesto secolo

L'Italia tra il 568 e il 774

Con la caduta dell'Impero romano d'Occidente, penetrarono in Italia dal Nord popolazioni barbare di origine in prevalenza germanica, che tuttavia rimasero comunque sempre di numero inferiore agli abitanti originari. Ancor prima della caduta definitiva dell'impero, l'Italia fu infatti attraversata da diverse incursioni, tra cui sicuramente sono da menzionare quella dei Visigoti agli inizi del V secolo e quella degli Unni pochi decenni più tardi; più o meno nello stesso periodo (440) le isole maggiori cadevano nelle mani dei Vandali. Se la presa del potere da parte di Odoacre nel 476 era ancora supportata da gruppi di Eruli, Rugi e Sciri già inseriti come mercenari nell'esercito romano, di lì a poco sarebbe iniziato l'ingresso di intere popolazioni decise a stanziarsi nella penisola.
Nel 489 entrarono nella penisola gli Ostrogoti, stimati in numero variabile, a seconda delle fonti, da cento a duecentocinquanta o trecentomila persone tra uomini, donne e bambini, le "innumerae Gothorum catervae" citate da Ennodio, che formarono un regno romano-barbarico che verrà poi distrutto dai Bizantini al termine di una lunghissima guerra. In merito alla consistenza numerica dei Goti, è plausibile pensare che alle porte della guerra greco-gotica il loro numero si fosse già drasticamente ridotto: considerando che nelle società germaniche ogni uomo libero (arimanno) era tenuto a prestare servizio militare, il numero di 30 000 soldati presenti nel 537 nell'esercito goto fa immaginare che quello fosse, a grandi linee, il totale della popolazione maschile adulta gota in Italia. Tale cifra si ridusse enormemente durante il corso della guerra, a seguito delle pesanti perdite contro gli eserciti di Belisario e Narsete.
Solo pochi anni dopo la riconquista giustinianea, nel 568 cominciò la migrazione dei Longobardi, che dilagarono in un'Italia impoverita e ancora fortemente indebolita dalla precedente guerra (nonché dalla contemporanea peste giustinianea), producendo di fatto una delle più significative fratture con il mondo classico dal punto di vista sociale, culturale e politico e il definitivo smantellamento della struttura sociale romana. Le principali stime sulla consistenza della migrazione longobarda parlano di un numero compreso tra i cento e i centocinquantamila fra guerrieri, donne, bambini e non combattenti, sebbene le stime più larghe arrivino fino a trecentocinquantamila persone in totale. È da notare che le diverse stime riguardanti la popolazione italiana nel VI secolo parlano di un numero di abitanti variabile tra i 4 e i 5 milioni di abitanti (comunque il minimo storico fin dall'ascesa di Roma), che porterebbe quindi la quota dei Longobardi in ingresso tra un minimo del 2% e un massimo dell'8%.
L'invasione longobarda ebbe anche l'effetto di spezzare definitivamente l'unità politica d'Italia, che venne così divisa in due grandi aree di influenza: quella longobarda (costituita da Langobardia Maior - compresa fra le alpi e l'attuale Toscana - e Langobardia Minor - i ducati di Spoleto e Benevento), e quella romano-orientale (o bizantina), che comprendeva a grandi linee Venezia, la Romagna, il Lazio, Napoli, il Salento, la parte meridionale della Calabria e le isole maggiori. Tale divisione si protrasse per circa tredici secoli ed ebbe termine solo nella seconda metà dell'Ottocento. Sia i Longobardi sia i Bizantini furono infatti incapaci di costruire in Italia un embrione di statualità, come era accaduto in Gallia per opera dei Franchi. Nell'Italia longobarda si produsse anzi una vera e propria frattura sociale e civile dovuta in particolare a:
- l'annientamento quasi totale della vecchia classe dirigente romana di origine aristocratica, ancora potente e rispettata in età ostrogota (basti pensare a Severino Boezio, Cassiodoro e alla famiglia dei Symmachi)[83];
- la profonda decadenza della vita cittadina, che, iniziata nel corso della guerra gotico-bizantina si accentuò fin dai primi anni dell'invasione longobarda con «la fuga delle popolazioni all'avanzare della nefandissima langobardorum gens[84];
- la divisione pressoché totale fra Germanici e Italici ancora molto forte anche molto tempo dopo la caduta del regno longobardo[85] e determinata non solo da una legislazione che tra l'altro per lungo tempo impedì i matrimoni misti, ma anche e soprattutto dall'estraneità e del disinteresse degli invasori ai valori civili del mondo romano[86].

Diversi autori, in diverse epoche (da Giovanni Villani a Machiavelli fino al Muratori) hanno sostenuto che Romani e Longobardi, al momento della caduta del regno Longobardo, si avviassero a diventare un unico popolo; tuttavia tale ipotesi fu contestata, a partire dal XIX secolo, tra gli altri da Manzoni e da uno storico come Carlo Troya, che giudicavano poco accurate queste conclusioni: secondo loro, pur a fronte di alcuni limitati casi di mobilità sociale o di mescolanza, si doveva sempre parlare di due popoli e di due nazioni distinte sullo stesso suolo, la prima dominante e la seconda vinta e assoggetta, tenuta a uno stato intermedio tra la condizione dei "liberi" e quella dei servi. Si riportano di seguito due passi significativi:
Ogni tentativo dei Longobardi di costruire un'entità statuale unica nella Penisola era comunque destinato a fallire sia per le ragioni indicate, e sia per la resistenza bizantina e l'opposizione del papato, che per difendere l'autonomia della Santa Sede, non sufficientemente garantita dall'Impero romano-orientale di cui faceva ancora parte, chiamò in proprio soccorso il re franco Carlo Magno, che sconfisse i Longobardi ponendo fine al loro regno (774) e sostituendosi a essi (solo il Ducato longobardo di Benevento conservò la propria autonomia).
Con il dominio franco e la successiva instaurazione del regno di Pipino, figlio di Carlo Magno (all'epoca ancora Rex Longobardorum), la separazione dei due popoli non fu superata, per quanto teoricamente furono posti su una base di uguaglianza giuridica: tra il 782 e l'801 furono promulgate da Pipino una serie di leggi ("capitolari") che riaffermarono più volte il principio secondo il quale le controversie dovevano essere risolte secondo la legge dell'offeso, ovvero secondo la propria legge nativa, inaugurando quindi in Italia un diritto basato sulle leggi "personali" di ciascun popolo. Ovviamente tali principi non si applicavano solo a Romani e Longobardi, ma a tutte le nazioni che nella nuova situazione si trovavano a convivere "trasversalmente" in Italia; il Troya ne cita almeno quattro, tra le principali, ognuna con il proprio diritto: i Franchi, i Longobardi, i Romani giustinianei (ovvero originari dell'Italia) e i Romani teodosiani (originari dei territori già soggetti ai Franchi).
L'unione dei diversi popoli presenti nel neonato Regno d'Italia fu un processo lungo e per nulla semplice che si poté dire definitivamente concluso solo diversi secoli dopo, verso la metà dell'XI secolo, sia dal punto di vista giuridico sia dal punto di vista sostanziale. A conferma di quanto profonda e resistente fosse la divisione tra Romani e Longobardi ancora nel 968, due secoli dopo la discesa di Carlo Magno in Italia, si riporta una risposta che dette il vescovo Liutprando di Cremona, di antica stirpe longobarda, all'imperatore di Costantinopoli Niceforo II Foca, presso il quale si trovava per un'ambasceria e che aveva fatto un commento offensivo verso la sua gente:
Tuttavia, sempre il Troya precisa che, nonostante questo perdurante "dispregio", proprio in quegli anni si ricominciava lentamente a usare l'appellativo di italico o italiense per indicare tutti gli abitanti a sud delle Alpi.
In conclusione bisogna notare che né i Longobardi (germanofoni), né i Franchi (anch'essi germanofoni), né i Romano-orientali (ellenofoni), riuscirono mai a imporre le proprie lingue alle popolazioni da essi governate in Italia: i Longobardi in particolare finirono con l'adottare il latino (che oltretutto era sempre stata l'unica lingua scritta del proprio regno) pur arricchendo la toponomastica e la lingua parlata con un certo numero di termini germanici. Anche i Franchi lasciarono alcune tracce nella toponomastica, ma soprattutto importarono in Italia alcune loro istituzioni politiche e militari destinate a sopravvivere per lungo tempo. Ancora più consistenti furono tuttavia gli apporti romano-orientali, nell'architettura, nelle arti e soprattutto nel diritto (la raccolta di leggi romane del corpus iuris civilis giustinianeo, redatta quasi interamente in latino a Costantinopoli, ha costituito la base del diritto delle popolazioni italiche, poi italiane, fino ai giorni nostri).

#### Dal Medioevo all'età dei Comuni

L'Italia nell'anno 1000

Nella parte d'Italia rimasta sotto il controllo bizantino si ebbe, a partire dalla fine del VII secolo e in particolare nei territori più lontani dal centro dell'impero, un graduale indebolimento del potere centrale, causato dalla contemporanea espansione islamica in Asia e nel Nordafrica che aveva fatto perdere all'impero quasi i tre quarti del proprio territorio in meno di settant'anni, e che distolse buona parte delle energie dal teatro italiano. Fu così che, in periodi diversi, diversi di questi feudi e territori dell'impero sperimentarono forme di parziale o totale autonomia, in particolare per organizzare la difesa dalle scorrerie dei Saraceni o dai tentativi di conquista longobarda: tra questi i quattro giudicati sardi, i ducati di Napoli, Sorrento, Gaeta, Amalfi, Venezia, lo stesso Ducato romano; ad esempio, in Sardegna (un tempo appartenente all'ormai persa circoscrizione africana dell'impero) si distinsero nella lotta a difesa delle coste isolane le casate dei Lacon e dei Gunale, originarie dei territori interni, che progressivamente assunsero il potere. In gran parte di questi territori (come ad esempio nella Campania costiera), la lingua ufficiale rimaneva il greco medioevale (o medioellenico), con cui venivano officiati i riti religiosi e impartiti gli ordini militari; tuttavia negli strati popolari la lingua latina cominciava a discostarsi dal modello standard e, pur arricchendosi con parole bizantine, a trasformarsi nei diversi volgari; in Sardegna il volgare sardo, base della lingua storica dell'isola, costituì l'idioma ufficiale in uso nei giudicati.
Nel IX secolo la Sicilia era stata invasa e occupata da popolazioni musulmane di lingua araba, che all'epoca avevano sviluppato una civiltà raffinata e tecnologicamente avanzata, impregnata di cultura classica e influenzata dal pensiero greco. Se i contributi di tali popolazioni in campo artistico, scientifico e filosofico furono notevoli e duraturi in Sicilia (così come in tutto l'Occidente cristiano), il loro apporto al popolamento dell'isola appare, secondo recenti studi, piuttosto modesto. Il loro dominio durò fino alla seconda metà dell'XI secolo, quando vi subentrarono i Normanni, che fondarono ed espansero i territori di quello che diverrà il Regno di Sicilia sino ai confini con lo Stato Pontificio (assorbendo quindi anche i ducati della Langobardia Minor e gli ultimi possedimenti bizantini dello Stivale). Nello stesso periodo, in Sicilia, vi fu una cospicua immigrazione di genti provenienti dall'Italia peninsulare e dalla Normandia, le quali contribuirono alla nascita della cosiddetta civiltà siculo-normanna, la cui cultura latina, arricchitasi di elementi bizantini e islamici, diede vita a espressioni di sincretismo socioculturale e artistico tipicamente siciliane.
Proprio in quel periodo l'Europa intera iniziava un processo di sviluppo economico, lento ma di lungo periodo e nel quale l'Italia aveva un ruolo di guida che avrebbe mantenuto, pur con fasi alterne, per i successivi quattro secoli. Tale sviluppo fu accompagnato da una crescita della popolazione che avrebbe portato l'Italia a superare definitivamente il massimo numero di abitanti riscontrato in età classica all'alba del XIII secolo e, specificatamente in Italia, da una crescita relativa della popolazione urbana che, grazie alla pratica del commercio, fece rinascere molte delle città che nei secoli precedenti erano sopravvissute quasi esclusivamente come centri delle amministrazioni vescovili.
Fu ancora in quest'epoca che giunsero a compimento tre tendenze storiche, tra loro divergenti e di fondamentale importanza per i futuri destini del Paese: la nascita e il consolidamento di una civiltà comunale nella sua parte centro-settentrionale, il definitivo consolidamento dello Stato della Chiesa come entità statuale indipendente nel centro peninsulare, e la nascita nel Mezzogiorno del Regno di Sicilia, uno Stato forte e centralizzato, considerato il primo Stato "moderno" d'Europa.
I Comuni ebbero origine dalla vigorosa ripresa economica e demografica del mondo urbano italiano a partire dall'anno 1000 e da un contemporaneo indebolimento del legame imperiale, e raggiunsero la loro massima fioritura fra la seconda metà del XII e la prima metà del XIV secolo, imprimendo un marchio indelebile alle aree ove il fenomeno si sviluppò. Il senso di appartenenza di tanti italiani a una comunità esclusiva e lo sviluppo del localismo, inteso nelle sue espressioni più alte, come culla delle libertà civiche scaturenti da un comune modo di vedere e percepire la storia, le tradizioni, la vita stessa della propria città, sono caratteri sopravvissuti a invasioni, dominazioni e guerre successive, conformando ancor oggi la realtà di tanta parte d'Italia. Il localismo, insieme al campanilismo «[…] sembra essere uno dei connotati del "carattere italiano" nel corso dei secoli».
Di diverso segno fu l'affermarsi in Italia centrale di un forte Stato della Chiesa che negli ultimi anni del XII secolo e nei primi di quello successivo si impose come potenza egemone nell'area peninsulare mediana grazie all'energia e alla volontà di papa Innocenzo III. Nella sua storia millenaria, contrassegnata da momenti di crisi e di decadenza cui si alternarono periodi di ripresa e di relativo splendore, la Chiesa Romana ha svolto in Italia una triplice funzione:
- assicurare agli italiani, grazie alla propria attività religiosa extra peninsulare, una centralità politica e culturale in ambito europeo, che altrimenti non avrebbero avuto dato lo scarso peso demografico e militare delle varie entità statuali in cui erano suddivisi e la marginalità geografica della penisola rispetto all'Occidente cristiano[104][105];
- affermarsi come l'istituzione che più di ogni altra ha influenzato la vita e il costume degli italiani. La Chiesa cattolica ha sempre avuto infatti una spiccata vocazione popolare che si è accompagnata alla capacità «[…] di stabilire un rapporto profondo e organico con le più vaste masse e la loro vita quotidiana sì da divenire e rimanere per secoli al di là dei suoi aspetti strettamente religiosi, l'unica istituzione italiana con una forte base e contenuto popolari…»[106];
- costituire un ostacolo a una riunificazione politica degli italiani essendo il potere temporale del papato incompatibile con la costituzione di uno Stato unitario che avrebbe significato il tramonto di tale potere.

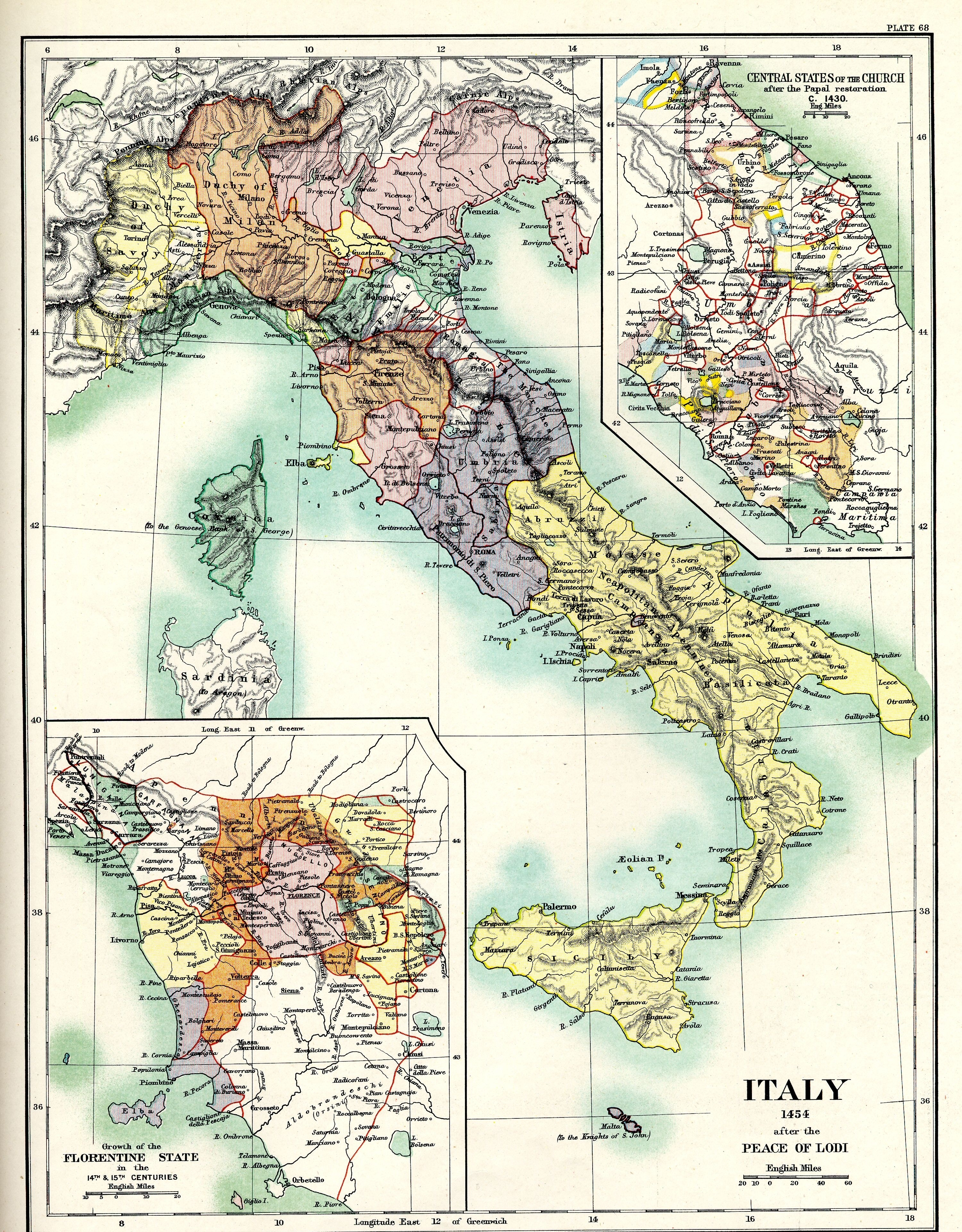
L'Italia dopo la pace di Lodi, nel 1454

Nel Mezzogiorno d'Italia, il Regno di Sicilia ebbe come personaggi maggiormente caratterizzanti della nuova epoca il re Ruggero II e Federico II Imperatore dei Romani, sovrano di origine germanico-siculo-normanna nato in Italia e cresciuto in Sicilia. La sua figura riveste una grande importanza per la storia d'Italia e la formazione di una cultura propriamente nazionale, dal momento che:
- nella sua corte nacque a Palermo, con la Scuola siciliana, il primo volgare illustre, prima espressione letteraria della lingua italiana. Lo stesso Dante, molti anni più tardi, nel rendere omaggio al sovrano riconoscerà l'importanza dell'accadimento: «[…] in quel tempo tutto quello che gli excellenti Italiani componevano nella corte di sì gran Re primamente usciva. E perché il loro seggio regale era in Sicilia e advenuto che tutto quello che i nostri precessori composero in vulgare si chiama siciliano: il che riteniamo anchora noi et i posteri nostri non lo potranno mutare…»[107];
- alla sua corte nacque la scuola di scultori di Nicola Pisano, successivamente trasferitasi in Toscana, in cui s'individua l'origine di un linguaggio figurativo pienamente italiano[108];
- La diffusione della cultura artistica siculo-normanna e siculo-sveva, tra gli altri, con le architetture di Riccardo da Lentini;
- alla testa del Regno di Sicilia, costruì uno Stato centralizzato e moderno, con una politica che per la prima volta si muoveva in un'ottica squisitamente "italiana", evidenziata dai continui conflitti con l'autorità papale e i comuni del Settentrione d'Italia riuniti nella Lega Lombarda; il progetto federiciano, pur se destinato a finire alla morte dell'imperatore, lasciò profonde tracce nel pensiero italiano di età prerinascimentale e rinascimentale.

Sempre a proposito dell'Italia meridionale, è interessate notare di come gli abitanti delle varie regioni costiere, prima dell'avvento dei Normanni, provarono a darsi ordinamenti politici e istituzionali non dissimili da quelli dell'Italia comunale, basando il proprio governo su istituzioni collegiali e partecipate che si ispiravano a modelli repubblicani. Non di rado, infatti, molte città costiere meridionali, approfittando dello stato di debolezza di cui soffrivano il Principato di Salerno e i vari domini bizantini, tra il IX e il X secolo, si reimpostavano come realtà embrionali di sistemi comunali avanzati, affrancandosi dall'ordine costituito di tipo monarchico e dotandosi di una libertà propria. Alcune di queste città ebbero anche la capacità di protrarre la loro autonomia ben oltre la caduta dei domini longobardi e bizantini, arrivando, quasi come comuni ben definiti, anche alle porte della dinastia Sveva. Nel 1199, ad esempio, i brindisini, formalmente già sotto il dominio degli Hohenstaufen, stringevano autonomamente accordi commerciali, politici e persino di alleanza con la Repubblica di Venezia. Ogni indipendenza e autonomia di tali varie realtà "comunali" meridionali fu però spezzata da Federico II di Svevia, che riformando lo Stato lo ebbe a centralizzare.
Pur nella diversità delle vie intraprese, una società che si avviava a essere articolata e sviluppata come questa, e in particolare quella comunale, aveva bisogno di un nuovo, numeroso e capillare, ceto intellettuale formato da giuristi, tecnici dell'amministrazione, notai, contabili. Questa esigenza fu soddisfatta dalle nuove Università che proprio in quel periodo nacquero numerose in Italia; da esse uscirono non solo le maggiori personalità del tempo (da Pier della Vigna a Guido Guinizelli, a Cino da Pistoia), ma anche tanti personaggi minori che andarono a formare i "quadri" di questa nuova società. D'altra parte però questo nuovo ceto, per la propria specifica formazione, si elevava al di sopra della limitata realtà comunale, costituendo di fatto la prima realtà squisitamente pan-italiana, posizionata al di sopra dei ristretti confini comunali o statuali. Tra le prime esigenze di questa nuova koinè ci fu quella di una lingua, uno strumento di comunicazione unitario che però non poteva più essere il latino, dato che ora ci si rivolgeva anche a un pubblico di borghesi, mercanti, banchieri. Tale processo fu lungo e laborioso, ma trovò comunque in Dante colui che avrebbe lanciato una sorta di "manifesto" della nuova lingua, quel "volgare illustre" che, partendo dalla scuola siciliana e dallo stilnovo, ambiva al diritto di essere impiegato nella trattazione dei più vari argomenti: amore, armi e virtù.
A quest'epoca risale anche la nozione di nazione italiana, che, secondo taluni, sarebbe stata la prima a formarsi sul continente europeo. Il termine trovò la propria consacrazione in alcuni Concili dell'epoca (fra cui quello di Costanza), in cui il voto dei partecipanti non veniva formulato individualmente, ma per nationes. A essere ammesse al voto erano solo le cinque nazioni storiche d'Europa (un voto ciascuna) e cioè l'italiana, la tedesca, la francese, la spagnola e l'inglese.

La situazione politica dell'Italia nel 1494

A partire dal XV secolo, l'Italia fu testimone della nascita del fenomeno dell'Umanesimo che, recuperando e rielaborando i valori della classicità romana e greca, aveva come caratteristica principale la riscoperta dell'uomo attraverso la ricerca e la letteratura dei classici. Tale movimento, oltre a rinsaldare ulteriormente i legami che già esistevano nell'ambito del ceto intellettuale italiano, fu la premessa culturale del Rinascimento, che si irradiò nell'Europa intera e segnò di fatto, sul piano culturale, artistico e sociale la chiusura del Medioevo e la nascita dell'età moderna.

### Età moderna
Attorno alla metà del XVI secolo, il Rinascimento lasciò il posto al Manierismo e quest'ultimo, mezzo secolo più tardi, alla civiltà barocca, che, nata anch'essa in Italia, ebbe un riflesso internazionale (in Europa e nelle Americhe) non inferiore a quella rinascimentale. L'Italia, a valle del periodo delle cosiddette Guerre d'Italia, pur se frammentata e in parte sotto dominazione straniera, continuò a essere un'area di grande importanza economica e culturale fino ai primi decenni del XVII secolo per poi entrare successivamente in franca recessione. La crisi divenne sempre più evidente sul finire della guerra dei trent'anni e si protrasse per tutto il XVII secolo. Il vigore creativo degli italiani, salvo rare eccezioni (musica sia strumentale sia lirica, teatro comico, soprattutto nella forma della commedia dell'arte) subì un notevole ridimensionamento, e l'Italia cessò di essere al centro delle grandi correnti di pensiero che l'avevano resa celebre. Anche quando, nella seconda metà del Settecento, si ebbe un risveglio economico e culturale sia dell'Italia centro-settentrionale sia del Mezzogiorno, gli italiani avevano ormai definitivamente perso quel primato che li aveva contraddistinti per tanti secoli della loro storia e dovettero confrontarsi, spesso in una posizione di subordinazione, con le aree culturalmente più avanzate, dinamiche e prospere d'Europa e d'America.
Tra la fine del XVIII secolo e l'inizio dell'Ottocento, gli Stati italiani furono tutti investiti dalle idee della Rivoluzione francese e dalle campagne napoleoniche, che sconvolsero profondamente l'ordine tradizionale degli Stati della penisola, portando alla luce, tra le diverse problematiche, anche quelle dell'indipendenza e dell'identità nazionale di quei popoli inglobati in formazioni statali multietniche di tipo imperiale o comunque di tipo tradizionale; tuttavia l'esiguità e il carattere ancora elitario delle forze sociali che condividevano i valori fondanti della rivoluzione, condannò all'insuccesso qualunque tentativo di applicazione autonoma di tali ideali.

### Età contemporanea

#### Il Risorgimento e l'Unità d'Italia

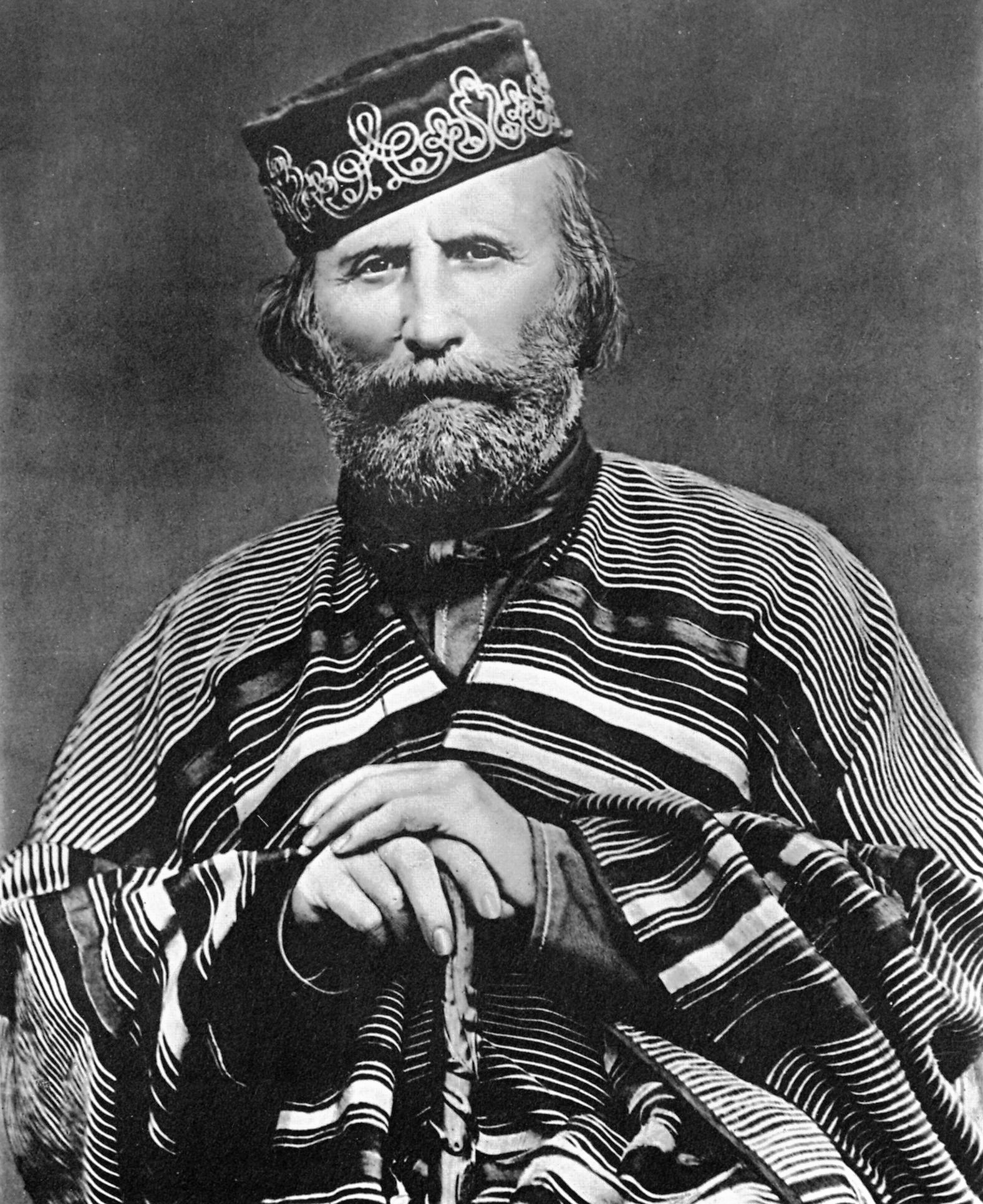
Giuseppe Garibaldi, condottiero della Spedizione dei Mille

Con il processo storico che va sotto il nome di Risorgimento, che ebbe inizio all'indomani del periodo napoleonico (o, secondo taluni, in età napoleonica o prenapoleonica) ed ebbe termine con la presa di Roma (1870), la massima parte d'Italia riacquistò la propria indipendenza statuale sotto la monarchia dei Savoia e si riunificò, dopo circa tredici secoli, politicamente. Restavano fuori dai confini nazionali solo il Trentino, il Friuli orientale e la Venezia Giulia.
Sotto il profilo culturale iniziò in quegli anni a divulgarsi a livello popolare la lingua italiana, che fino ad allora era parlata e scritta solo dalle classi colte (aristocrazia, media e alta borghesia e intellettuali) poiché già godeva dello status di lingua ufficiale negli Stati preunitari. L'affermazione dell'italiano, divenuto in quegli anni lingua nazionale, fu tuttavia lenta, dal momento che dovette scontrarsi con la scarsa mobilità delle persone, il bassissimo livello di scolarizzazione e il forte attaccamento verso le lingue regionali molto usate negli Stati.
Solo nel corso del secolo successivo, con la grande guerra, che avvicinò milioni di italiani, con l'organizzazione sindacale dei lavoratori e con la diffusione dei mezzi di comunicazione di massa (giornali, cinema, radio e, soprattutto, televisione) fu raggiunta una vera e propria unità linguistica.

#### La prima guerra mondiale
Sicuramente un importante episodio in cui gli italiani di diverse regioni si confrontarono gli uni con gli altri fu costituito dall'esperienza della prima guerra mondiale che, secondo taluni, chiuse idealmente l'epopea risorgimentale con l'unione di Trento, Trieste, Gorizia e la Venezia Giulia al Regno d'Italia.

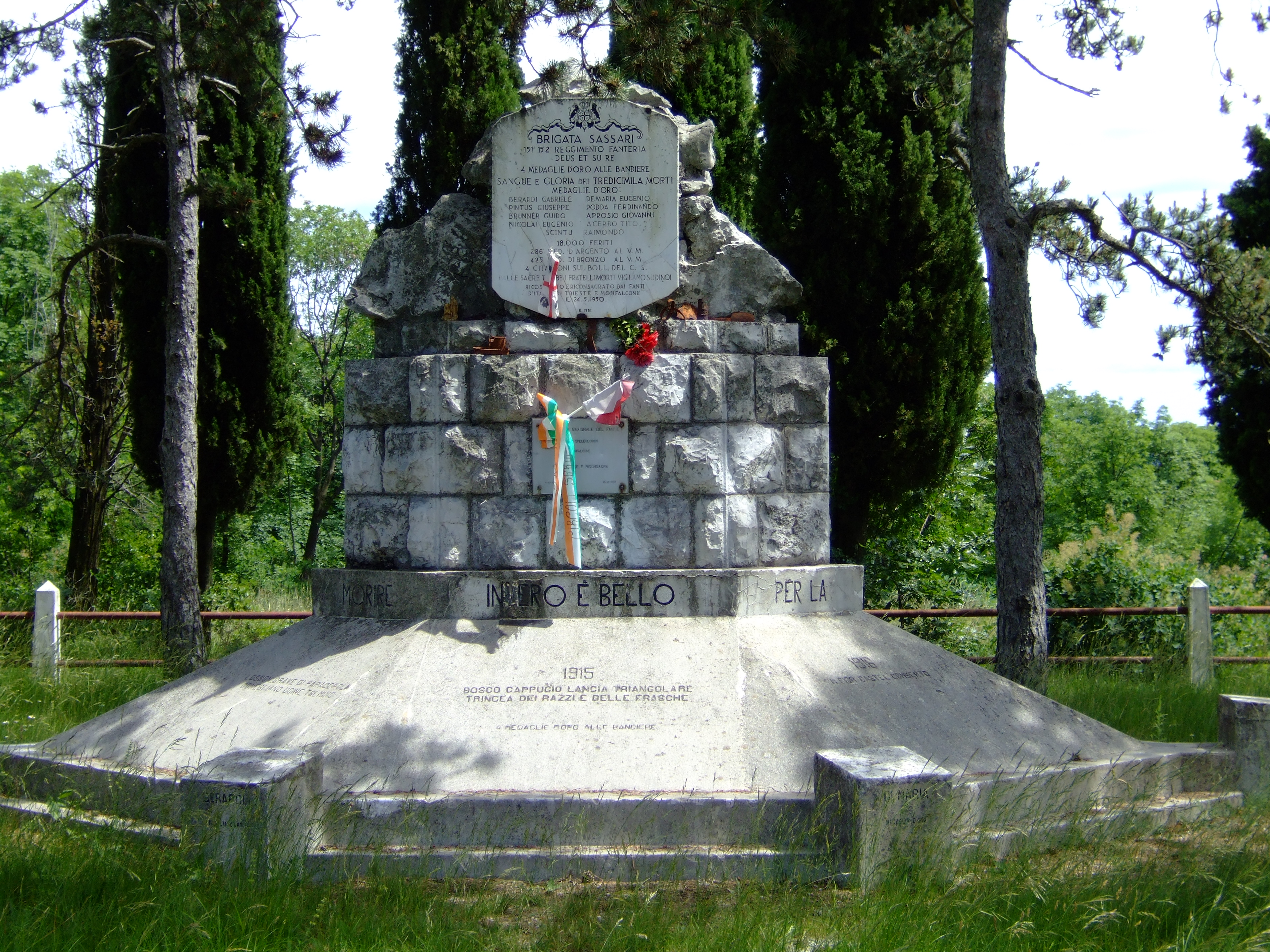
San Martino del Carso: monumento alla Brigata Sassari sulla "Dolina Sassari"

La guerra risvegliò la coscienza nazionale e permise a siciliani, calabresi, lombardi, sardi (questi ultimi arruolati in massima parte nella Brigata Sassari) e al resto degli italiani (provenienti anche dalle terre irredente: trentini, giuliani, dalmati, ecc.) di entrare in contatto fra loro e di superare insieme, e vittoriosamente, uno dei conflitti più aspri e sanguinosi che avevano sconvolto il continente europeo. Tale prova epocale contribuì non solo a creare una più unita e salda unità nazionale, ma anche un nuovo concetto di identità italiana, più moderno e condiviso rispetto al secolo precedente. Nel corso della guerra, l'evento maggiormente evocativo di questa "nuova identità condivisa" fu probabilmente la battaglia del solstizio del giugno 1918. Secondo lo scrittore e giornalista Domenico Quirico, gli italiani del Piave «[…] non erano più i santi maledetti del 17, gente invelenita dalle spallate, resa ottusa dall'odio per una condizione che sentiva bestiale e soprattutto inutile: era una nuova Italia, arrivata in trincea forse meno baldanzosa di quella del 15, ma che in compenso voleva fare il suo dovere, bene e fino in fondo. Il patriottismo […] era diventato una passione come l'amore per la famiglia, non una dottrina». Per Piero Melograni la vittoria non fu solo un motivo di orgoglio per gli italiani che «[…] non avrebbero mai creduto, nel 1915, di poter resistere a una sconfitta come quella di Caporetto e a 41 mesi di logoranti, giganteschi sforzi. Ora invece dopo tanto soffrire, avevano vinto la guerra, conquistato Trento e Trieste, portato a dissoluzione l'Impero austro-ungarico. In quei giorni di novembre folle di cittadini discesero nelle piazze per inneggiare alla vittoria e alla pace.». Ma fu anche «una acceleratrice di fenomeni sociali… producendo una fondamentale conseguenza sul piano politico: che nessun gruppo dirigente avrebbe potuto esercitare il potere senza istituire un legame con le grandi masse».

#### Il fascismo e la seconda guerra mondiale
Nel periodo fascista si produsse un coinvolgimento delle masse nella vita nazionale, decisa da Benito Mussolini e da un ristretto numero di gerarchi. Si sviluppò in quegli anni una forte retorica inneggiante all'italiano e all'italianità, che si accompagnava al disprezzo per una presunta e inarrestabile decadenza delle democrazie occidentali e all'odio per la Russia bolscevica.
Vennero quindi sviluppate in quegli anni forme esasperate di nazionalismo e imperialismo che portarono l'Italia all'annessione dell'Etiopia, dell'Albania e a entrare, con conseguenze tragiche, nella seconda guerra mondiale a fianco della Germania nazista.
Inoltre, nel 1938 furono emanate le leggi razziali fasciste, con le quali si emarginavano i cittadini di religione ebraica nella supposizione che la popolazione italiana dovesse appartenere esclusivamente alla cosiddetta "razza ariana". Il "Manifesto della Razza", nell'ambito di quella che fu definita "politica etnica del fascismo", così distingueva inoltre gli italiani da altri popoli: «Se gli Italiani sono differenti dai Francesi, dai Tedeschi, dai Turchi, dai Greci, ecc., non è solo perché essi hanno una lingua diversa e una storia diversa, ma perché la costituzione razziale di questi popoli è diversa».
La tragedia della seconda guerra mondiale si concluse tuttavia con il fenomeno della resistenza che, pur se di fatto inferiore dal punto di vista dell'apporto bellico rispetto ad altre analoghe realtà europee e al corpo delle operazioni della campagna d'Italia, viene comunque considerata, in diversi ambiti e insieme al Risorgimento, come uno dei valori fondanti della nazione italiana, tale, per le sue caratteristiche, di rientrare a pieno titolo nell'epos del popolo italiano.

#### Il dopoguerra

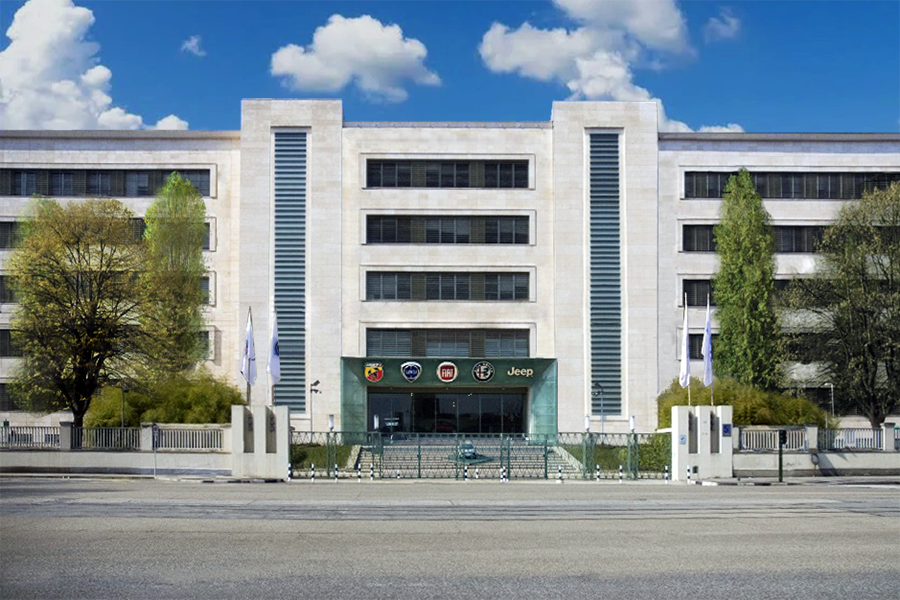
Facciata principale dello stabilimento Fiat Mirafiori di Torino. Tra il 1951 e il 1961 la popolazione della città crebbe di oltre il 40%, in gran parte per l'arrivo di immigrati necessari alle attività di produzione di autovetture.

Nel secondo dopoguerra, e in particolare fra gli anni cinquanta e settanta del Novecento, una favorevole congiuntura economica internazionale unitamente all'intraprendenza della classe imprenditoriale e alla tradizionale laboriosità delle masse lavoratrici, permisero all'Italia di ottenere un periodo di grande sviluppo economico (il cosiddetto miracolo economico italiano), trasformandosi da paese prevalentemente agricolo in una delle grandi potenze industriali d'Europa e d'Occidente. Iniziò a diffondersi una condizione di benessere economico presso strati sempre più ampi di popolazione, si accentuò il processo di omogeneizzazione del popolo italiano con la scolarizzazione e lo sviluppo dei mezzi di comunicazione di massa che, come già accennato, furono potenti veicoli di diffusione della lingua italiana.
Contemporaneamente acquistò dimensioni sconosciute in passato il flusso migratorio interno allo Stato italiano, che spinse milioni di persone a trasferirsi dalle regioni meridionali in quelle settentrionali, dove avevano per lo più sede le grandi aziende manifatturiere del Paese, alla ricerca di migliori opportunità di lavoro: nei soli anni del boom economico, si trasferirono lungo questa direttrice poco meno di tre milioni di persone. Pur se difficilmente quantificabile, è plausibile pensare che tale cifra sia sottostimata, giacché tali flussi migratori, che pure in quegli anni ebbero il loro picco, avevano origine dai primi del Novecento, e in parte continuano anche oggi.
Le migrazioni interne, in Italia, non hanno però interessato solo l'asse Sud-Nord, ma anche altre direttrici. In tal merito Roma, ad esempio, rappresenta l'esemplificazione di tale fenomeno, giacché la città, a oggi, si presenta come realtà urbana dalla composizione regionale estremamente varia, ospitando una popolazione cittadina che per la stragrande maggioranza è composta da seconde o terze generazioni di romani di origine calabrese, veneta, lombarda, toscana, marchigiana, abruzzese e, più in generale, di ogni regione d'Italia. Secondo alcune stime, sugli approssimativi attuali 2 700 000 abitanti di Roma, oltre 1 500 000 sono riconducibili per origine alla migrazione interna che ha interessato l'Urbe a partire dal Novecento.

#### La fine del XX secolo
Dagli anni ottanta è iniziato un processo migratorio verso l'Italia, protrattosi fino ai giorni nostri, da parte di persone provenienti da aree depresse o non ancora pienamente sviluppate sotto il profilo economico (Europa orientale, Medio ed Estremo Oriente, America Latina e Africa). L'integrazione di questi nuovi cittadini alla realtà economica e culturale italiana è ancora in pieno svolgimento, mentre l'assimilazione dei loro figli, spesso nati in Italia o emigrati con le rispettive famiglie da bambini, si è generalmente realizzata in forma soddisfacente.

## Consistenza numerica degli italiani

La distribuzione degli italiani nei vari Paesi del mondo

Secondo dati Istat risiedono in Italia circa 60 milioni di persone; in tale computo sono tuttavia considerati anche circa 5 000 000 di stranieri residenti sul territorio italiano e sono invece esclusi circa 5 000 000 italiani residenti all'estero, tra cui vengono considerati anche i cittadini dotati di un'altra cittadinanza (popolarmente, "doppio passaporto"), spesso rappresentanti degli ultimi gruppi della cosiddetta diaspora italiana verso altri Stati europei (Francia, Germania, Belgio, Svizzera, Regno Unito, ecc.) e le Americhe; si calcola che solo tra il 1876 e il 1925 partirono circa 14 milioni di persone (con una punta massima nel 1913 di oltre 870 000 partenze).
Leggermente diversi sono i numeri relativi all'italofonia, dovendo in questo caso considerarsi anche gli svizzeri italiani, i comuni bilingui dell'Istria e un numero non quantificabile di oriundi, principalmente nelle Americhe.
Un altro fenomeno molto importante è quello degli oriundi italiani nel mondo, discendenti (spesso solo parzialmente) di coloro che emigrarono nel XIX e nel XX secolo; generalmente tali persone sono integrate da almeno 2-3 generazioni nei loro paesi di destinazione, mantenendo di fatto solo un flebile legame con l'Italia. Esistono solo stime indicative (e non sempre concordi) sui numeri relativi a tale presenza, dato che non ovunque vengono fatti censimenti in tal senso (praticamente solo negli Stati Uniti, Canada e Australia) e che la nozione di "ascendenza italiana" può essere letta in diversa maniera, dato che una persona può anche avere (e spesso è la norma) più ascendenze diverse.
| Cittadini italiani residenti all'estero comunità con oltre 1 000 residenti (censimento AIRE 31-12-2012) | Cittadini italiani residenti all'estero comunità con oltre 1 000 residenti (censimento AIRE 31-12-2012) |
| --- | --- |
| Argentina                                                                                               | 691 481                                                                                                 |
| Germania                                                                                                | 651 852                                                                                                 |
| Svizzera                                                                                                | 558 545                                                                                                 |
| Francia                                                                                                 | 373 145                                                                                                 |
| Stati Uniti                                                                                             | 354 305                                                                                                 |
| Brasile                                                                                                 | 316 699                                                                                                 |
| Canada                                                                                                  | 296 850                                                                                                 |
| Belgio                                                                                                  | 254 741                                                                                                 |
| Regno Unito                                                                                             | 209 720                                                                                                 |
| Australia                                                                                               | 198 200                                                                                                 |
| Spagna                                                                                                  | 189 249                                                                                                 |
| Venezuela                                                                                               | 116 329                                                                                                 |
| Uruguay                                                                                                 | 90 603                                                                                                  |
| Russia                                                                                                  | 53 649                                                                                                  |
| Cile | 52 006                                                                                                  |
| Paesi Bassi                                                                                             | 35 715                                                                                                  |
| Sudafrica                                                                                               | 31 734                                                                                                  |
| Perù | 30 513                                                                                                  |
| Lussemburgo                                                                                             | 23 960                                                                                                  |
| Austria                                                                                                 | 21 581                                                                                                  |
| Emirati Arabi Uniti                                                                                     | 17 000                                                                                                  |
| Ecuador                                                                                                 | 14 835                                                                                                  |
| Colombia                                                                                                | 14 216                                                                                                  |
| Messico                                                                                                 | 13 409                                                                                                  |
| Croazia                                                                                                 | 13 019                                                                                                  |
| San Marino                                                                                              | 11 934                                                                                                  |
| Israele                                                                                                 | 11 328                                                                                                  |
| Grecia                                                                                                  | 10 982                                                                                                  |
| Svezia                                                                                                  | 9 666                                                                                                   |
| Irlanda                                                                                                 | 8 545                                                                                                   |
| Paraguay                                                                                                | 8 502                                                                                                   |
| Monaco                                                                                                  | 6 803                                                                                                   |
| Cina | 6 746                                                                                                   |
| Rep. Dominicana                                                                                         | 6 077                                                                                                   |
| Portogallo                                                                                              | 5 985                                                                                                   |
| Danimarca                                                                                               | 5 328                                                                                                   |
| Costa Rica                                                                                              | 4 661                                                                                                   |
| Guatemala                                                                                               | 4 370                                                                                                   |
| Rep. Ceca                                                                                               | 4 356                                                                                                   |
| Egitto                                                                                                  | 4 139                                                                                                   |
| Turchia                                                                                                 | 3 921                                                                                                   |
| Romania                                                                                                 | 3 810                                                                                                   |
| Panama                                                                                                  | 3 688                                                                                                   |
| Tunisia                                                                                                 | 3 537                                                                                                   |
| Slovenia                                                                                                | 3 425                                                                                                   |
| Polonia                                                                                                 | 3 392                                                                                                   |
| Norvegia                                                                                                | 3 309                                                                                                   |
| Thailandia                                                                                              | 3 081                                                                                                   |
| Nuova Zelanda                                                                                           | 2 947                                                                                                   |
| Bolivia                                                                                                 | 2 891                                                                                                   |
| Giappone                                                                                                | 2 789                                                                                                   |
| Finlandia                                                                                               | 2 747                                                                                                   |
| Marocco                                                                                                 | 2 680                                                                                                   |
| Ungheria                                                                                                | 2 566                                                                                                   |
| Palestina                                                                                               | 2 518                                                                                                   |
| El Salvador                                                                                             | 2 377                                                                                                   |
| Cuba | 2 266                                                                                                   |
| Singapore                                                                                               | 1 968                                                                                                   |
| Malta                                                                                                   | 1 858                                                                                                   |
| Libano                                                                                                  | 1 770                                                                                                   |
| Kenya                                                                                                   | 1 602                                                                                                   |
| Liechtenstein                                                                                           | 1 513                                                                                                   |
| Etiopia                                                                                                 | 1 318                                                                                                   |
| Nicaragua                                                                                               | 1 162                                                                                                   |
| Indonesia                                                                                               | 1 105                                                                                                   |
| Honduras                                                                                                | 1 103                                                                                                   |
| Serbia                                                                                                  | 1 100                                                                                                   |
| India                                                                                                   | 1 066                                                                                                   |
| Filippine                                                                                               | 1 035                                                                                                   |
| Nigeria                                                                                                 | 1 022                                                                                                   |
| Slovacchia                                                                                              | 1 010                                                                                                   |

| Principali comunità di oriundi italiani nel mondo | Principali comunità di oriundi italiani nel mondo | Principali comunità di oriundi italiani nel mondo | Note                    |
| ------------------------------------------------- | ------------------------------------------------- | ------------------------------------------------- | ----------------------- |
| Brasile                                           | 32 milioni (circa 15% pop. totale)                | italo-brasiliani (categoria)                      | [ 137 ] [ 138 ]         |
| Argentina                                         | 25 milioni (circa 60% pop. totale)                | italo-argentini (categoria)                       | [ 139 ] [ 140 ]         |
| Stati Uniti                                       | 17,2 milioni (circa 6% pop. totale)               | italoamericani (categoria)                        | [ 141 ]                 |
| Venezuela                                         | 5 milioni (circa 6% pop. totale)                  | italo-venezuelani (categoria)                     | [ 142 ] [ 143 ] [ 144 ] |
| Francia                                           | 4 milioni (circa 6% pop. totale)                  | italo-francesi (categoria)                        | [ 145 ] [ 146 ]         |
| Colombia                                          | 2 milioni (circa 4,3% pop. totale)                | italo-colombiani (categoria)                      | [ 147 ]                 |
| Canada                                            | 1 445 335 (circa 4,5% pop. totale)                | italo-canadesi (categoria)                        | [ 148 ]                 |
| Uruguay                                           | 1 500 000 (circa 40% pop. totale)                 | italo-uruguaiani (categoria)                      | [ 149 ]                 |
| Perù                                              | 1 400 000 (circa 4,8% pop. totale)                | italo-peruani (categoria)                         | [ 150 ]                 |
| Australia                                         | 910 000 (circa 4% pop. totale)                    | italo-australiani (categoria)                     | [ 151 ]                 |
| Germania                                          | 700 000 (< 1% pop. totale)                        | italo-tedeschi (categoria)                        |                         |
| Cile                                              | 600 000 (circa 3,5% pop. totale)                  | italo-cileni (categoria)                          | [ 152 ]                 |
| Svizzera                                          | 527 817 (circa 7% pop. totale)                    | italo-svizzeri (categoria)                        |                         |
| Regno Unito                                       | 300 - 500 000 (< 1% pop. totale)                  | italo-britannici (categoria)                      |                         |
| Costa Rica                                        | 250 000-500 000 (circa 5%-10% pop. totale)        | italo-costaricani                                 | [ 153 ]                 |
| El Salvador                                       | 200 000 (circa 3% pop. totale)                    | italo-salvadoregni                                | [ 154 ]                 |
| Belgio                                            | 290 000 (circa 3% pop. totale)                    | italo-belgi (categoria)                           | [ 155 ]                 |
| Paraguay                                          | 100 000 (circa 1,5% pop. totale)                  | italo-paraguaiani                                 |                         |
| Ecuador                                           | 90 000 (circa 0,6% pop. totale)                   | italo-ecuadoriani                                 |                         |
| Messico                                           | 85 000 (< 1% pop. totale)                         | italo-messicani                                   | [ 156 ]                 |

| Romania            | 1 076 412 |
| Albania            | 433 171   |
| Marocco            | 428 947   |
| Cina               | 330 495   |
| Ucraina            | 235 953   |
| India              | 165 512   |
| Filippine          | 165 443   |
| Bangladesh         | 158 020   |
| Egitto             | 139 569   |
| Pakistan           | 135 520   |
| Moldavia           | 122 667   |
| Nigeria            | 119 089   |
| Sri Lanka          | 112 018   |
| Senegal            | 111 092   |
| Tunisia            | 97 407    |
| Perù               | 96 546    |
| Polonia            | 77 779    |
| Ecuador            | 72 193    |
| Macedonia del Nord | 55 771    |
| Ghana              | 50 778    |
| Brasile            | 50 666    |
| Bulgaria           | 50 355    |

## Genetica degli italiani
Una ricerca (illustrata nella tabella sottostante) condotta nel 2013 da un gruppo di genetisti coordinati da Alessio Boattini dell'Università di Bologna e pubblicata nella prestigiosa rivista in inglese Plos One ha analizzato i marcatori uniparentali, in linea maschile, di otto macroaree italiane: tre nell'Italia settentrionale, due nell'Italia centrale, una nell'Italia meridionale e due nell'Italia insulare (una in Sicilia e l'altra in Sardegna). La struttura osservata, conclude lo studio, per i lignaggi paterni nell'Italia continentale e in Sicilia non è stata caratterizzata da gradienti Nord-Sud come descritto in precedenti studi, ma i risultati mostrano un raggruppamento Nord-Occidentale in contrapposizione a uno Sud-Orientale, suggerendo così un background genetico condiviso tra l'Italia meridionale e la costa adriatica dell'Italia da un lato, e tra l'Italia settentrionale e la Toscana dall'altro.
Aplotipi italiani legati al cromosoma Y-DNA (distribuzione percentuale) - Boattini et al. 2013
| Italia                                 | E1a  | E1b   | F    | G1   | G2    | I1   | I2   | J1   | J2    | L    | R1a  | R1b  | T+T2 |
| -------------------------------------- | ---- | ----- | ---- | ---- | ----- | ---- | ---- | ---- | ----- | ---- | ---- | ---- | ---- |
| Italia                                 | 0,23 | 14,02 | 0,79 | 0,45 | 11,20 | 3,50 | 6,67 | 3,62 | 13,58 | 1,47 | 3,39 | 38,7 | 2,37 |
| Italia settentrionale occidentale (a)  | 0    | 11,7  | 1,9  | 0    | 8,1   | 3,1  | 4,9  | 1,8  | 8,6   | 0    | 3,1  | 55,1 | 1,2  |
| Italia settentrionale orientale (b)    | 0    | 15,1  | 1,4  | 0    | 6,8   | 11,0 | 1,4  | 1,4  | 13,8  | 8,2  | 0    | 38,4 | 2,4  |
| Italia settentrionale basso-padana (c) | 0    | 10,3  | 0    | 0    | 10,3  | 10,3 | 0    | 6,8  | 3,4   | 0    | 0    | 58,5 | 0    |
| Italia centrale nord-occidentale (d)   | 0    | 12,3  | 1,6  | 0,8  | 5,7   | 4,0  | 1,6  | 3,2  | 8,1   | 0,8  | 4,9  | 54,5 | 3,2  |
| Italia centrale (e)                    | 0    | 10,4  | 0    | 1,3  | 14,3  | 1,3  | 2,6  | 3,9  | 23,4  | 1,3  | 3,9  | 37,7 | 0    |
| Italia meridionale (f)                 | 0    | 17,6  | 0    | 0,5  | 16,7  | 3,5  | 3,5  | 4,0  | 18,6  | 2,5  | 4,0  | 25,7 | 4,5  |
| Italia Insulare (Sicilia) (g)          | 0,7  | 18,3  | 0    | 0,7  | 11,3  | 1,4  | 3,5  | 6,4  | 19,0  | 0    | 5,7  | 30,3 | 2,1  |
| Italia Insulare (Sardegna) (h)         | 1,2  | 9,7   | 1,2  | 0    | 13,4  | 0    | 41,4 | 2,4  | 7,3   | 0    | 0    | 21,8 | 1,2  |

- a) Comprende la Valle d'Aosta, il Piemonte, la Liguria (senza la Provincia di La Spezia), la Lombardia (senza la Provincia di Mantova e con la Provincia di Piacenza)
- b) Comprende il Veneto, il Trentino-Alto Adige e il Friuli-Venezia Giulia
- c) Comprende l'Emilia-Romagna, senza la Provincia di Piacenza e con la Provincia di Mantova
- d) Comprende la Toscana e la Provincia di La Spezia
- e) Comprende: Marche, Umbria, Lazio centro-settentrionale (Province di Rieti, Roma e Viterbo) e Abruzzo nord-orientale (Provincia di Teramo)
- f) Comprende l'Abruzzo centro-meridionale (Province di Chieti, L'Aquila e Pescara), Molise, Campania, Puglia, Basilicata, Calabria e Sicilia nord-orientale (Provincia di Messina)
- g) Comprende la Sicilia senza la Provincia di Messina
- h) Comprende la Sardegna

Nel corso degli ultimi decenni sono stati condotti più studi di genetica delle popolazioni che hanno esaminato la struttura genetica degli italiani basati sui marcatori uniparentali e sul DNA autosomico di campioni moderni, e hanno concluso che la popolazione italiana è geneticamente caratterizzata da un cline nord-sud e possa essere divisa, su un piano genetico, in quattro grandi gruppi: il gruppo settentrionale, quello centrale, quello meridionale e, infine, il gruppo sardo, che risulta geneticamente isolato.
Uno studio del 2019 pubblicato su Science Advances, basato su un maggiore numero di campioni, per la prima volta negli studi, provenienti da tutte e 20 le regioni italiane, ha confermato l'esistenza nella struttura genetica degli italiani di una netta divisione nord-sud. Gli italiani sono divisi, in base alle affinità genetiche, in tre grandi gruppi genetici (Italia settentrionale, Italia meridionale, Sardegna), e non quattro come nei precedenti studi, con una separazione tra aree settentrionali e meridionali, con i sardi che, ancora una volta negli studi, si confermano una popolazione isolata geneticamente, e con il gruppo centrale (Umbria, Marche, Lazio) che viene riassegnato al gruppo dell'Italia meridionale, con l'eccezione dei campioni moderni provenienti dalla Toscana, raggruppati con il gruppo dell'Italia settentrionale.
Seppur studi del 2016 di un gruppo di genetisti coordinati da Alberto Piazza dell'Università di Torino, basati solo su campioni moderni, avevano ipotizzato che fosse avvenuta una migrazione stimata tra 3 200 e 2 100 anni fa dal Caucaso e dall'Anatolia alla Toscana meridionale e al Lazio settentrionale, legata alla questione delle origini degli Etruschi, gli studi di archeogenetica pubblicati nel 2019 e nel 2021 su Science e Science Advances, e che ha viste coinvolte le università di Stanford, di Harvard, il Max Planck, hanno smentito tale ipotesi. Questi studi hanno analizzato i marcatori uniparentali e il DNA autosomico di campioni di DNA antico di individui vissuti durante l'età del ferro in Toscana e Lazio. Gli abitanti di Toscana e Lazio di questo periodo, gli Etruschi, sono risultati autoctoni, come già sostenuto da archeologi e antropologi, e da precedenti studi sul DNA mitocondriale degli Etruschi, privi di tracce genetiche riconducibili all'Anatolia e al Mediterraneo orientale dell'età del bronzo e del ferro, e simili geneticamente ai Latini del Latium vetus della prima età del ferro, ed entrambi posizionati nel novero europeo, a occidente della popolazione odierna dell'Italia settentrionale. Sia gli Etruschi sia i Latini erano composti delle tre componenti ancestrali che caratterizzano tutti i popoli dell'Europa dell'età del ferro: i cacciatori-raccoglitori occidentali del Mesolitico, i primi agricoltori europei del Neolitico e i pastori delle steppe occidentali dell'Eneolitico. Per quanto riguarda i marcatori uniparentali, l'aplogruppo del cromosoma Y più diffuso tra Etruschi e Latini è risultato R1b1a2 (R-M269), in particolare le subcladi rinvenute ad alta frequenza nei campioni della tarda età del rame dell'Europa centrale appartenenti alla cultura del vaso campaniforme. Mentre per gli aplogruppi del DNA mitocondriale sia tra gli Etruschi sia tra i Latini il più diffuso era mtDNA H. Y-DNA R-M269 e mtDNA H sono ancora oggi gli aplogruppi più diffusi nella popolazione moderna dell'Europa occidentale.

## Caratteri distintivi dell'identità italiana
Sebbene il concetto di "gruppo etnico" sia accademicamente controverso, vi sono fonti che definiscono gli italiani come "gruppo etnico" in quanto contraddistinti da una propria cultura (es. lingua, religione, costumi) e nazione di origine.
Per Giulio Bollati con lo Stato nazionale «[…] "italiano" cessò di essere unicamente un vocabolo della tradizione culturale, o la denominazione generica di ciò che era compreso nei confini della penisola, per completare e inverare il suo significato includendovi l'appartenenza a una collettività etnica con personalità politica autonoma».
L'espressione "gruppo etnico italiano" unitamente a "gruppo etnico jugoslavo" viene formalmente impiegata, senza ulteriori definizioni, nell'articolo 3 del Trattato di Osimo firmato nel 1975, per indicare quelle persone che poterono trasferirsi rispettivamente nel territorio italiano e nel territorio jugoslavo, previo riconoscimento da parte dei due rispettivi governi della loro appartenenza al gruppo etnico e conferimento della nuova nazionalità.
Tuttavia, per l'Enciclopedia Britannica, gli italiani non possono essere accomunati da caratteri fisici omogenei, alla luce della diversità etnica della penisola italica sia durante l'antichità preromana sia nel corso delle varie dominazioni che la attraversarono e dei contemporanei flussi migratori; la latinizzazione, in epoca romana, avrebbe unito linguisticamente tali etnie insistenti nello stesso territorio.
L'Italia avrebbe, dunque, costituito un sito d'incontro e fusione tra diverse etnie fin dall'antichità preromana.
Altre fonti definiscono gli italiani come appartenenti a una medesima nazione divisa però in molteplici gruppi culturali, sociali e politici, per quanto spesso descritti come una popolazione omogenea.
Secondo autori come Umberto Eco, il principale elemento che ha accomunato la massima parte degli italiani è stata la consapevolezza di una comune eredità romano-latina, come testimoniato dalle opere di tanti letterati, intellettuali e studiosi italiani a partire dal XIII secolo, come ad esempio Dante.
(Umberto Eco)
Anche secondo Francesco Tuccari, gli italiani, come i tedeschi, formarono, fino all'unità politica e anche per lungo tempo dopo questa, una nazione puramente culturale, ovvero «fondata su fattori quali la lingua, le tradizioni, la religione, le memorie storiche», a differenza delle nazioni naturali, ovvero «fondate esclusivamente sulla razza, l'etnia, la stirpe», quali furono ad esempio alcune nazioni dell'antichità durante il mondo preromano, fuori e dentro l'Italia stessa; o le nazioni politiche, fondate esclusivamente sui meccanismi di riconoscimento nei sistemi di istituzioni politiche di uno stesso Stato, quali ad esempio sono gli Stati Uniti d'America.
Ha quindi avuto una sua influenza sul popolo italiano, nel corso della sua storia, il sistema di valori cristiani, filtrato attraverso la Chiesa cattolica, la cui sede è a Roma. «[…] Nulla ha segnato così profondamente e definitivamente l'identità italiana…», scrive Ernesto Galli della Loggia, «[…] come la concomitante presenza nella penisola di Roma e della sua eredità, da un lato, e della sede della Chiesa cattolica dall'altro…»
Fra gli altri elementi di identificazione vi è anche la lingua italiana, che da essi prende il nome, parlata dall'assoluta maggioranza della popolazione italiana insieme alle lingue locali e che è stata accettata e usata da secoli dalla borghesia e dalle classi colte, nonostante la frammentazione politica d'Italia durata dalla seconda metà del VI secolo fino agli anni sessanta dell'Ottocento.
Secondo Umberto Cerroni «L'Italia fu forse la più precoce fra le nazioni europee...», e individua nel periodo 1220-1350 un momento cruciale della sua formazione: la grande fioritura letteraria (Dante, Petrarca e Boccaccio), artistica, giuridica dell'epoca (Costituzioni di Melfi), unitamente al primo tentativo di creazione di uno Stato moderno (da parte di Federico II) contribuirono in misura determinante al processo di formazione della nazione italiana. È quasi dello stesso avviso anche Giuliano Procacci, secondo il quale «il primo embrione di una coscienza panitaliana nasce con l'emergere della società comunale medievale, e di un nuovo ceto intellettuale locale e forte della consapevolezza che questo ha della sua funzione».
Il politologo Domenico Fisichella infine, nella voce "Italia. Popolo, nazione, Stato" nel Dizionario di Storia della Treccani, nota come, rispetto ai concetti di "popolo" e "nazione" italiana, si confrontino tre diverse posizioni interpretative:
- la prima ritiene che si possa parlare di un popolo italiano già a partire dall'età romana,
- la seconda ritiene che si possa parlare di italiani a partire dai secoli XI e XII,
- mentre la terza fa coincidere il concetto di popolo italiano con il concetto di Stato, facendo quindi risalire la sua nascita all'Unità d'Italia.

Lo stesso Fisichella precisa quindi di considerare più plausibile la seconda ipotesi, ossia quella riguardante i secoli XI e XII, in quanto «consente di cogliere il senso del lungo processo spirituale e materiale che ha innervato la sostanza civile del popolo italiano e la sostanza politica della nazione italiana, fino all'edificazione dello Stato unitario».

## Cultura degli italiani
Dall'antichità fino a tutta la prima metà del XVII secolo, l'Italia è stata al centro di importanti correnti culturali ed essa stessa fulcro o origine di fenomeni di portata universale quali la civiltà etrusca, quella romana, della Magna Grecia, quella siculo-normanna,  il cattolicesimo, l'Umanesimo, il Rinascimento e il Barocco.
Numerosi i film italiani che riguardano il mondo della pasta, o che semplicemente ci giocano. Alcuni sono Roma città aperta di Roberto Rossellini, Rocco e i suoi fratelli di Luchino Visconti, la commedia Miseria e nobiltà di Eduardo Scarpetta portata al cinema da Totò, I soliti ignoti con Totò e Vittorio Gassman, Un americano a Roma con Alberto Sordi e Adua e le compagne con Marcello Mastroianni, poi C'eravamo tanto amati, Maccheroni, La cena, Gente di Roma, tutti di Ettore Scola, e anche Roma e La voce della luna di Federico Fellini.
L'Italia è nota come la patria del diritto, di una lingua e una letteratura fra le più prestigiose d'Europa, di un patrimonio artistico e architettonico considerato il primo del mondo, oltre a essere il paese che ha il maggior numero di siti protetti dall'UNESCO come Patrimonio Mondiale dell'umanità (58 patrimoni UNESCO al 2021), fra i quali prevalgono quelli di carattere artistico e monumentale. Riguardo a caratteristiche culturali tipicamente italiane, si rileva in letteratura il prevalere della commedia sulla tragedia e, almeno fino a tutto il XIX secolo, della lirica sulla prosa. Tipica è la commedia dell'arte, con i suoi tratti farseschi e pungenti (che risalgono all'italum acetum) e la tipizzazione dei personaggi, in chiave spesso regionale (le maschere). La prevalenza della lirica è stata legata, oltre che a un presunto "sentimentalismo" italiano, soprattutto al carattere poco ‘popolare’ che la letteratura italiana ha a lungo mantenuto. Nella pittura, in Italia è maturata la svolta che ha portato a un maggior realismo, in particolare con lo studio della prospettiva. L'architettura risente dell'influenza di quella antica, si pensi all'Alberti o al Palladio. Riguardo alla musica, prettamente italiana è l'opera e forte è la tradizione del bel canto. Inoltre nel Seicento l'Italia è stata il luogo di nascita della prime scuole di musica strumentale europee. Il Rinascimento è stato anche il punto di avvio della cultura scientifica moderna, fondata sulla sperimentazione, e grande è stato il contributo degli italiani alle esplorazioni geografiche, da Marco Polo a Cristoforo Colombo. Infine, merita un cenno il contributo degli italiani nel cinema, sia nel cinema d'autore sia nei generi più popolari, taluni dei quali (per esempio il Neorealismo o il western all'italiana) hanno avuto risonanza mondiale.
Considerando il folklore, prevale nettamente la dimensione locale/regionale su quella "nazionale", a parte manifestazioni legate alla comune tradizione religiosa, legate ad esempio al Carnevale o al matrimonio (per esempio, l'uso delle bomboniere e dei confetti).
Anche nella cultura popolare, la dimensione locale prevale, almeno fino al XX secolo, quando prendono forma abitudini e fenomeni propriamente "italiani" (dalla musica leggera alla moda, dal caffè espresso al design, da certi aspetti dello "stile di vita" allo sport). Sono presenti comunque anche tradizioni nazionali, per esempio nei giochi popolari (dalla morra ad alcuni giochi di carte e al lotto) e nelle abitudini alimentari (la pasta, diffusa in tutta Italia, seppure con caratteristiche diverse dipendenti dal tipo di frumento disponibile; o la cultura del vino).